# Марциновице (гмина)
Марциновице (пол. Marcinowice) — сельская гмина (волость) в Польше, входит как административная единица в Свидницкий повет (Нижнесилезское воеводство), Нижнесилезское воеводство. Население — 6560 человек (на 2004 год).

## Демография
| Перепись                       | Всего   | Всего | Женщины | Женщины | Мужчины | Мужчины |
| ------------------------------ | ------- | ----- | ------- | ------- | ------- | ------- |
| Единицы                        | человек | %     | человек | %       | человек | %       |
| Население                      | 6560    | 100   | 3339    | 50,9    | 3221    | 49,1    |
| Плотность населения (чел./км²) | 68,4    | 68,4  | 34,8    | 34,8    | 33,6    | 33,6    |

## Сельские округа
1. Бяла
2. Хвалкув
3. Голя-Свидницка
4. Грушув
5. Контки
6. Клецин
7. Краскув
8. Марциновице
9. Мыслакув
10. Сады
11. Стефановице
12. Стшельце
13. Щепанув
14. Смяловице
15. Томпадла
16. Твожиянув
17. Вирки
18. Виры
19. Зебжидув

## Соседние гмины
1. Гмина Дзержонюв
2. Гмина Лагевники
3. Гмина Меткув
4. Гмина Собутка
5. Гмина Свидница
6. Гмина Жарув